# التمور في العراق

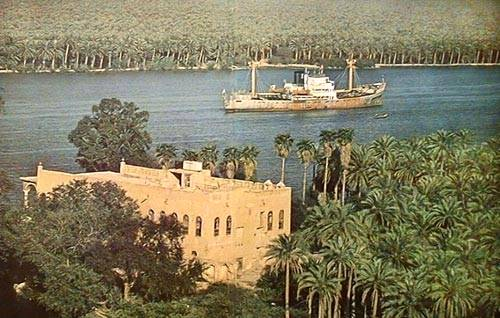
صورة قديمة لنخيل قضاء أبو الخصيب في البصرة جنوب العراق

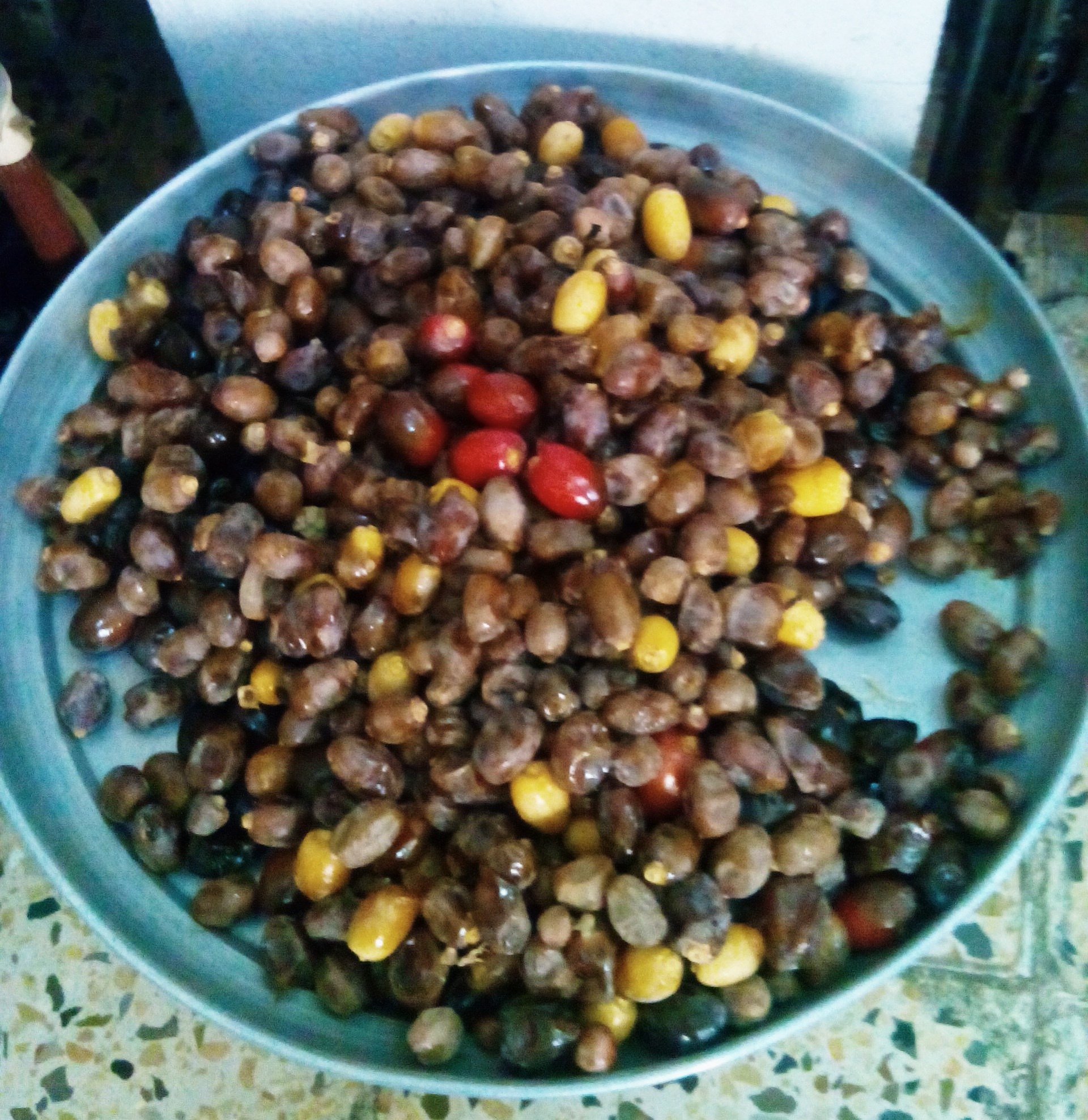
تمر عراقي

يعد العراق من أقدم مواطن زراعة النخيل في العالم، إذ كان أول ظهور موثق لشجرة نخيل التمر في العالم القديم في مدينة اريدو التاريخية الواقعة في جنوب العراق (حوالي 4000 ق.م) والتي كانت منطقة رئيسية لزراعة نخيل التمر، كما يوجد في المتحف العراقي ختم يحتوي على رجلين بينهما نخلة تمر يعود إلى عصر الاكديين (حوالي 2730 ق.م). وتحتوي مسلة حمورابي (حوالي 1754 ق.م) على سبعة قوانين متعلقة بالنخيل منها قانون يفرض غرامات كبيرة على من يقطع نخلة، وقوانين أخرى تتعلق بتلقيح الاشجار وبالعلاقة بين الفلاح ومالك الأرض وعقوبات على الإهمال وعدم العناية حيث تَفرض على الفلاح ان يدفع ايجار البستان كاملا إلى المالك إذا سبب اهماله أو عدم عنايته بالاشجار إلى قلة إنتاج التمر. كان الاشوريون يقدسون أربعة اشياء هي نخلة التمر والمحراث والثور المجنح والشجرة المقدسة.

## من التاريخ
سُمِع الأصمعي مراراً يردد: ” سمعت هارون الرشيد يقول: نظرنا فاذا كل ذهب وفضة على وجه الأرض لا يبلغان ثمن نخيل البصرة “. هذا بعض ما وجدناه في التراث القديم حيث كان ذلك في غابر الزمان وسالف الأيام ولكن الحديث يجرنا إلى الماضي القريب نسبياً، حينما بدأ انتشار تلك الثمرة في بلدان تقرأ عنها في الكتب الدينية ولا تعرف عنها الا القليل ولم تذق لذة طعمها وحلاوته.
فمثلا نجد ” انجهولت ” أحد الرحالة الأوروبيين يذكر عنها عند حلوله البصرة في نوفمبر 1866 : ” أن بدأ بارسال كمية من التمور إلى أوروبا “. لكن ” فوتنيه ” القنصل الفرنسي في البصرة عام 1833 يقول: ” ترسو كل سنة في نهر البصرة (شط العرب) نحو مائة وخمسين بغلة (سفينة شراعية) منها للعرب ومنها ما تحمل العلم الإنجليزي لتنقل التمر، وهو عماد الثروة الرئيس للبصرة في العقد الأول للقرن التاسع عشر “.
ولكن بعد افتتاح قناة السويس عام 1896 ابتدأ تصدير التمور بانتظام إلى أمريكا حيث تبحر بواخر محملة بتمور البصرة في منتصف شهر سبتمبر كل عام بعد موسم جني المحصول. وكان متوسط ما تنقله حوالي ستين طناً ويمكن تخمين مجموع كمية ما يصدر بنحو اثني عشر طنا تبلغ قيمتها مليونين من الفرنكات أي ما يقابل 80 ألف باون ذهب إنكليزي، مما يعني أن قيمة الكارة (وحدة من أوزان التمور في البصرة تعادل 2794 كيلوغرام) تبلغ خمسة وعشرين باون ذهب.

## الاصناف
يوجد في العراق 627 صنفاً زراعياً من التمور منها حوالي 50 صنفاً تجارياً، ومن هذه الاصناف (ديري، بريم، جبجاب، برحي، خستاوي، مكتوم، أشرسي، أخو الخستاوي، أشرسي أسود، أشرسي هبهب، بربن، خصاب، مجهول، حلوة الجبل، زركاني، دقل، يونسي، قنطار، ليلوي، شكر، مريم، سلطاني، تبرزل، إبراهيمي، سعادة، إبراني، نهير السلي، أبو السويد، أبو فياض، حجى، أحمد دبس، أحمد شبلي، أحمر، أحمر حلاوي، أخت القسب، أخت بيدراية، أخظهرى، ازدادي، أزرقاني، أزرقي، أزون خوشلي، استعمران أو ساير، استعمران بحريه، إسحاق، اشراي، أشقر، أبيض، أشوط، أصابع العروس، أفندي، اكَشرهن، أم جنيح، أم أصابع، أم الأجربة، أم البخور، أم البلاليز، أم البيض، أم التنور، أم الجام، أم الجاموس، أم الحز، أم الدهن، أم العصافير، أم السمك، بنفشة، جمال الدين اصفر، جمال الدين احمر، حويز، خضراوي بغداد، خضراوي البصرة، خيارة، سبعة بذراع، سكري، سي صندلي، عبدلي، عويد، مطوك، مكاوي، ميرحاج، هورانية، موشم، مبكار، كركوكلي، كركاني، قيطاز، قل حسيني، قرنفلي، فرسي أصفر، عوينة أيوب، عون، عنجاصية، عسلي، شيلاني احمر، طماطية، شموسي، سقزي، زريقة، زبير، دكل قاسم، دكل طه، دكل بادمي، خلوقي، حيمر، بيرغ دار، بياع الملح أو خوا فروش، بهلولي، بني ربه، بنت البدر، بنت الباشا، بصراوي، باو أدم، الصالح). يشكل التمر الزهدي أكثر من نصف إنتاج العراق من التمور، ويرجع سبب ذلك لما تتميز به نخلة الزهدي من إنتاجيتها العالية والتي تتراوح ما بين 90 إلى 130 كغم، وكذلك تحملها الملوحة والجفاف والصقيع لفترات قصيرة، وهي سريعة النمو في البيئة العراقية، وتتميز تمور الزهدي بتحملها الخزن لفترات طويلة.
| كل ذهب وفضة الأرض لا يبلغ ثمن نخلة في البصرة... هارون الرشيد. |
| —أنظر :مقدمة ابن خلدون                                        |

## الاستخدامات
في العراق يدخل التمر ونخيله في الكثير من الصناعات منها ما يمكن القيام به داخل البيوت أو المعامل الصغيرة ولاتحتاج إلى رأس مال كبير وايدي عاملة كثيرة ومنها ما هو عكس ذلك. وهذه الصناعات تشمل:
- الصناعات الشعبية: وتتمثل بصناعة «السعفيات» أو «الخواصة» وهي من الصناعات الشائعة والقديمة في العراق، تنتشر في المناطق التي يكثر فيها النخيل، ويُستخدم فيها اوراق شجر النخيل «السعف أو الخوص» لصناعة الكراسي، والارائك، واسرة النوم، وأقفاص الدواجن وطيور الزينة، والمكانس والمراوح اليدوية، وسلال الطعام، والحصائر، والقبعات، والمظلات، وصواني الطعام، والحبال، والاكواخ، وغيرها. كما يستخدم الجذع كاعمدة للمنازل والسقوف.[15]
- الصناعات البسيطة: وتشمل كبس وتعبئة التمور يدوياً في البيوت والمعامل الصغيرة أو في المصانع الكبيرة.[14] وهي صناعة قديمة في العراق حيث كانت معروفة منذ عام 1888 عندما تم ادخال عدد من المكابس إلى البصرة لغرض تعبئة التمور وكبسها قبل تصديرها.[16]
- الصناعات التحويلية: تتمثل بصناعة السكر السائل والدبس، والكحول، والخل.[14][17] يعد صنف الزهدي من أكثر التمور العراقية التي تدخل في الصناعات التحويلية لما يتميز به من كمية السكر الموجودة فيه.[11]

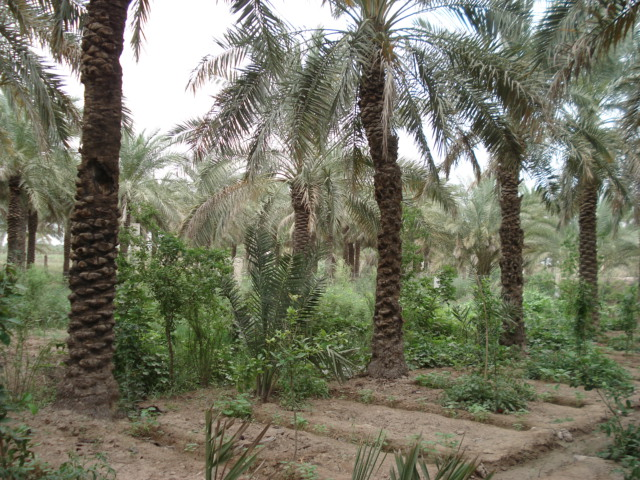
صورة لبستان نخيل في مدينة الفاو، محافظة البصرة. يظهر فيها الزراعة التحتية لبعض أنواع النباتات.

- صورة لبستان نخيل في مدينة الفاو، محافظة البصرة. يظهر فيها الزراعة التحتية لبعض أنواع النباتات.صناعات أخرى: ومنها صناعة مربى التمر، والمخلل، وتمر الدين، وعجينة التمر، ومسحوق التمر. كما يدخل التمر في صناعة الحلويات الشعبية مثل الكليجة (المعمول)، ويعد صنف الخستاوي أكثر نوع يدخل في صناعة الحلويات.[14] ويستعمل صنفا الجبجاب والبريم لإنتاج «الخلال المطبوخ» وهو عبارة عن تمر ناتج من طبخ هذه الاصناف في الماء وهي في مرحلة البسر ثم تجفيفها تحت اشعة الشمس.[14] وكذلك يتم اعداد المدكوكة وهي عبارة عن حلويات يتم اعدادها بطحن التمر والسمسم مع بعض المنكهات مثل الهيل أو حبة الحلوة (الشمر) أو الجوز باستخدام الهاون والمدقة ثم تكويرها إلى كرات صغيرة، يعد تمر الزهدي مادة اساسية في اعدادها.[18] كما انه من الممكن ان يستعمل نوى التمر في صناعة القهوة أو استخلاص الزيت منه أو يمكن ان يستعمل بعد سحقه وخلطه علف للحيوانات.[14]

ولا تقتصر اهمية النخيل الاقتصادية على إنتاج التمور وانما لها دور في تحسين البيئة. كما إنها تشكل غطاءاً لحماية اشجار الفواكه والحمضيات في المنطقة الوسطى والجنوبية من العراق، حيث تعمل على توفير الظل الكافي والحماية من اشعة الشمس وكذلك تعمل على صد الرياح وتقليل تأثيراتها الفسيولوجية والميكانيكية على الأشجار، حيث تنتشر في العراق ثلاث أنماط لزراعة التمور، وهي:
- النظام المكثف: يتواجد فيه ثلاث طبقات أو مستويات زراعة وهي المستوى الأولى (أشجار نخيل التمر)، والمستوى الثاني (الأشجار المثمرة)، والمستوى الثالث (تمثله الزراعة التحتية «محاصيل الحبوب، والخضروات، والمحاصيل العلفية»).
- النظام المتسع: يتواجد فيه طبقتين زراعيتين وهي المستوى الأول (أشجار نخيل التمر)، والمستوى الثاني (تمثله الزراعة التحتية «محاصيل الحبوب، والخضروات، والمحاصيل العلفية»).
- أشجار النخيل + أشجار الفاكهة

## الإنتاج

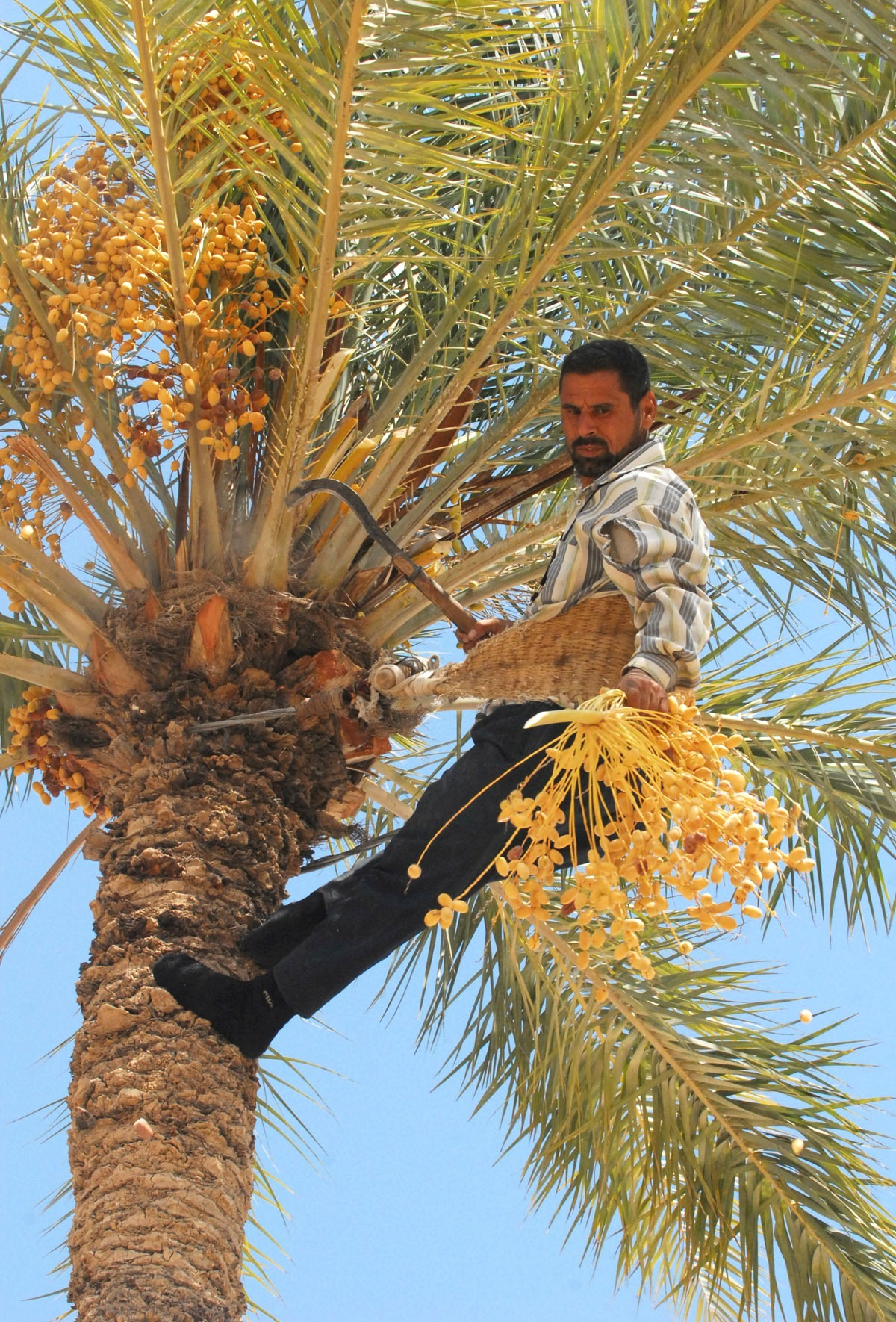
رجل عراقي يحصد التمور في مدينة الرمادي، محافظة الانبار. تسمى هذه المهنة في العراق «صاعود النخل».

تاريخيا يعد العراق من رواد المنتجين في العالم والمصدرين للتمور، اذ يعتبر التمر عنصرا اساسيا في النظام الغذائي في العراق. تنتشر زراعة النخيل اقتصاديا في العراق في 13 محافظة من أصل 18 محافظة، وهذه المحافظات تشمل: البصرة، وميسان، وواسـط، وذي قار، والمثنى، والقادسية، والنجف، وكربلاء، وبابل، والأنبار، وبغداد، وديالى، وصلاح الدين. في عام 2014، بلغ عدد أشجار النخيل في العراق 16,823,052 نخلة ، منها 16,299,832 نخلة من الإناث. بلغ مجموع الاشجار المُنتِجة فعلاً 10,474,620 نخلة. جاءت محافظة ديالى اولاً بعدد نخيل بلغ 2,985,516 نخلة، تلتها محافظة بغداد 2,717,425 نخلة، في حين احتلت محافظة بابل المركز الثالث بعدد نخيل بلغ 2,011,312 نخلة. في نفس العام أحتل العراق المرتبة الخامسة عالميا في إنتاج التمور بعد كل من مصر وإيران والجزائر والمملكة العربية السعودية، بإنتاج بلغ 662,447 طن وبمساحة محصودة بلغت 235,490 هكتار، وهذا يشكل 8.7% من الإنتاج العالمي للتمور. جاءت محافظة بغداد اولاً بإنتاج قدره 110,050 طن، تلتها محافظة بابل 102,430 طن، ثم محافظة كربلاء في المرتبة الثالثة بإنتاج قدره 79,200 طن، أما بقية المحافظات فيشكل إنتاجها من التمر ما نسبته 55.9% من مجموع إنتاج العراق. اما من ناحية الاصناف فتصدر التمر الزهدي الإنتاج بحوالي 360,640 طن، تلاه الخستاوي 77,150 طن، ثم الخضراوي 29,170 طن، فالساير 25,820 طن، والديري 23,810 طن والحلاوي 23,720 طن، وأنواع أخرى من الاصناف بلغ مجموع إنتاجها 122,140 طن.
عادة ما يتم حصد التمور من اواخر شهر أغسطس/آب وحتى منتصف شهر تشرين الثاني/نوفمبر، حسب الصنف والظروف المناخية ومرحلة نضج الثمار. وتبدأ عملية التصدير من منتصف شهر أيلول/سبتمر من كل عام وتستمر حوالي أربعة أشهر. حسب مركز التجارة الدولي (ITC)، في عام 2014 صدر العراق 362,492 طن من التمور بلغت قيمتها 135,388,000 دولار ذهب 51.7% من الصادرات إلى الإمارات العربية المتحدة والتي بلغت 187,734 طن قدرت بحوالي 56,847 الف دولار، تلتها الهند 149,811 طن (62,313 الف دولار)، ثم المغرب 8,263 طن (2,916 الف دولار)، والصين 4,792 طن (1,336 الف دولار)، وباكستان 3,749 طن (1,906 الف دولار)، واليمن 2,946 طن (674 الف دولار)، ولبنان 2,168 طن (941 الف دولار)، والأردن 1,065 طن (783 الف دولار)، وسريلانكا 611 طن (272 الف دولار)، ومصر 592 طن (6,600 الف دولار)، واندنوسيا 140 طن (119 الف دولار)، وقطر 81 طن (64 الف دولار)، والمملكة المتحدة 78 طن (40 الف دولار)، وبنسبة اقل ألمانيا وتركيا وماليزيا وفرنسا والولايات المتحدة الأمريكية والنرويج واوكرانيا والبحرين وأستراليا وكندا وكينيا وجنوب أفريقيا والكويت وسنغافورة. في المقابل استورد العراق 8,440 طن من التمور بلغت قيمتها 14,223 الف دولار، جاء 97.3% من الاستيرادت من إيران والتي بلغت 8,218 طن قدرت قيمتها بحوالي 13,753 الف دولار، تلتها الإمارات 90 طن (142 الف دولار)، ثم المملكة العربية السعودية 66 طن (303 الف دولار)، وبنسبة اقل من مصروالاردن ولبنان. وبسبب وفرة الإنتاج المحلي والاكتفاء الذاتي فان وزارة التجارة لا تمنح أي اجازات لاستيراد التمور، وبحسب تصريح الوكيل الفني لوزارة الزراعة عام 2015 فان التمور الاجنبية الموجودة في العراق تم استيرادها بطرق غير قانونية وغير رسمية.
| المدة     | معدل الإنتاج (طن) | معدل الترتيب العالمي بالإنتاج |
| --------- | ----------------- | ----------------------------- |
| 1959-     | -                 | -                             |
| 1960-1964 | 350,000           | 2                             |
| 1965-1969 | 346,000           | 2                             |
| 1970-1974 | 361,000           | 2                             |
| 1975-1979 | 470,818           | 1                             |
| 1980-1984 | 387,516           | 3                             |
| 1985-1989 | 398,534           | 4                             |
| 1990-1994 | 569,478           | 3                             |
| 1995-1999 | 821,094           | 2                             |
| 2000-2004 | 804,276           | 4                             |
| 2005-2009 | 450,114           | 7                             |
| 2010-2014 | 636,172           | 5                             |
| 2020      | 735,000           | 4                             |

## الشركة العراقية لتصنيع وتسويق التمور
حتى عام 1952 كانت عملية تسويق وتجارة التمور في العراق تتم بحرية. بعدها برزت فكرة لانشاء شركة عراقية تنظم عملية تسويق التمور وتصديرها فظهرت تنظيمات منها شركة تجارة التمور العراقية المحدودة في البصرة 1952، والجمعية التعاونية لمنتجي تمور المنطقة الوسطى 1960، ومصلحة التمور العراقية 1961. ثم ظهرت محاولات بعد عام 1968 لانشاء مؤسسة مركزية واحدة لجمع متطلبات خدمة ورعاية النخيل والتمور فتم بذلك تأسيس «المؤسسة العامة للنخيل والتمور العراقية» عام 1970، الغي بعد تأسيسها مصلحة التمور العراقية. بعد عام 1979 كان الهدف يقضي بايجاد هيئة متخصصة للقيام بالنشاطات المتعلقة بالتمور ولذلك انشأت «هيئة التمور العراقية» عام 1980 والتي حلت محل مصلحة التمور العراقية الملغاة. في عام 1988 شكلت لجنة لمناقشة موضوع ايجاد بديل لهيئة التمور العراقية تنظم عمليات تسويق التمور بشكل أفضل حيث تم تأسيس «الشركة العراقية لتصنيع وتسويق التمور» وهي شركة مساهمة مختلطة باشرت اعمالها بتاريخ 1 سبتمبر 1989 وهي مازالت قائمة واعمالها امتداد لمهام واعمال هيئة التمور العراقية.
مهام الشركة تشمل استلام كمياتها من التمور بحسب خططها السنوية وشراء الفائض منه، وتسويق التمور والمنتجات الأخرى داخل العراق وخارجه والترويج لها كفتح المكاتب والفروع وكذلك اقامة الندوات والمعارض والمساهمة فيها، وتطوير وتحسين عمليات كبس وتصنيع وتعبئة التمور واستيراد الوسائل اللازمة للإنتاج والتصنيع بما فيها الأجهزة والمعدات ومواد التعبئة والتغليف، وتحديد واعداد مواصفات ونوعية واسعار التمور المعدة للتصدير بالإضافة إلى تحديد اسعار التمور المعدة للتسويق الداخلي، وتأسيس الشركات والمشاريع المختصة بالنخيل والتمور ومشتاقتها واصدار اجازات الكبس والشهادات الأخرى المتعلقة بالتمور، والتعامل مع المصارف والمؤسسات المالية والاقتصادية وفتح الحسابات والحصول على التسهيلات، وهي تمتلك حق تملك العلامات التجارية وبراءات الاختراع، كما انها تصنع المنتجات المتعلقة بالتمور ومخلفاتها مثل الاعلاف.
للشركة فروع في محافظات بغداد (الشالجية، 21 دونم)، وديالى (بعقوبة، 20 ودنم)، وبابل (حي الجزائر، 11 دونم)، وكربلاء (حي المعلمين، 45 دونم)، والنجف (الشامية، 8 دونم)، وفي محافظة البصرة يقغ مقر الفرع في منطقة العشار (2 دونم) والمكبس في منطقة الهارثة (58 دونم). وتمتلك مخازن بطاقة استيعابية يبلغ مجموعها 55 الف طن.

## مشاكل الإنتاج وتأثيرات الحروب

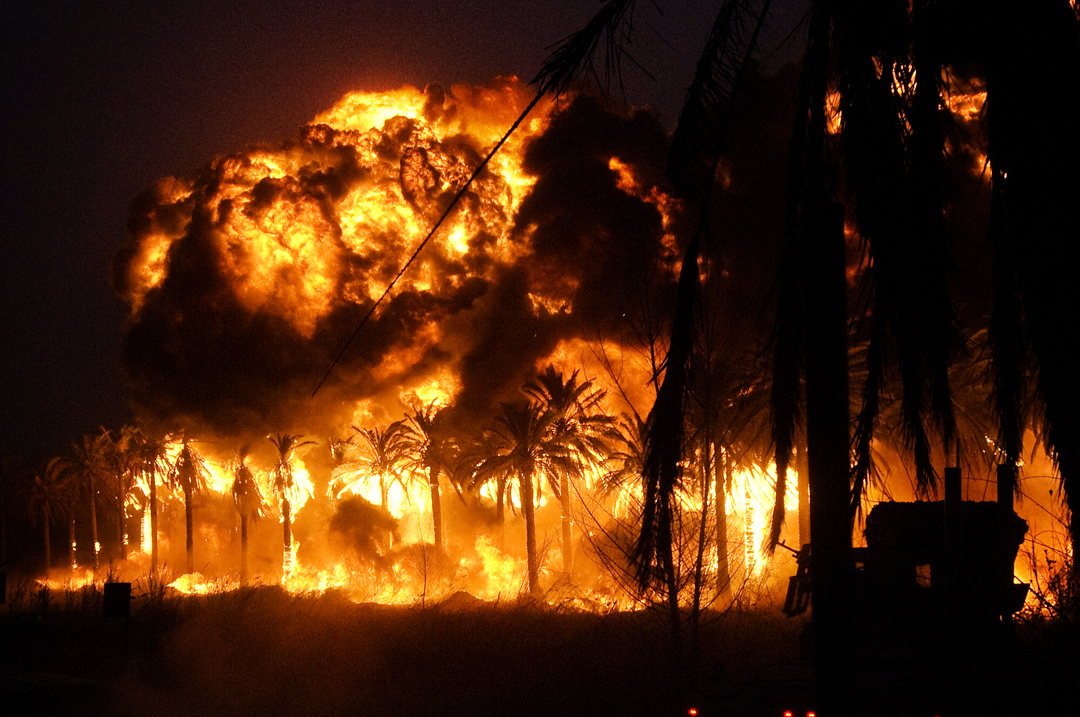
حرق قوات التحالف لقسم من بستان نخيل في العراق لأجل اختبار عملية بحث جديدة عام 2008.

يتميز إنتاج التمور واعداد النخيل بالعراق بالتذبذب من فترة إلى أخرى فبعد ان بلغ عدد اشجار النخيل في العراق حوالي 32.36 مليون نخلة في عام 1952 انخفض هذا العدد إلى 16.25 مليون نخلة في عام 1994 ثم إلى 15 مليون نخلة في عام 2012. كما كانت البصرة يوما موطنا لـ13 مليون نخلة، انخفض هذا العدد حسب احصاءات عام 2017 إلى 1.2 مليون نخلة فقط. وسبب هذا التفاوت هي ظروف ابرزها قلة المياه وارتفاع ملوحة المياه والتربة في المناطق الجنوبية وجفاف معظم الأراضي والتصحر، واحراق العديد من البساتين في الجنوب، بالإضافة إلى هجرة الايادي العاملة في الزراعة من الريف إلى المدينة بسبب ضعف المردود الاقتصادي مقارنة بفرص العمل المتاحة في مراكز المدن، والزحف العمراني على بساتين النخيل. وكذلك الإهمال وتدني الخدمة لاشجار النخيل من حيث إجراء عمليات الخدمة المختلفة وخاصة عمليات الحراثة، ومكافحة الاعشاب والافات الضارة التي تسبب موت اشجار النخيل أو تقليل إنتاجيتها أو جودتها، والتسميد، والري، وعلميات خدمة رأس النخلة. واستخدام الوسائل والالات البدائية، وكذلك السياسة السعرية وانخفاض العائدات المالية مقابل تكلفة عمليات الخدمة حيث ان عائد التمر لا يسد تكاليف زراعته في بعض الاحيان، وتهريب الاصناف الجيدة إلى خارج البلد.
من الاسباب الأخرى التي ادت إلى التفاوت في إنتاج التمور واعداد النخيل هي الحروب حيث تسببت الحرب العراقية الايرانية (1980-1988) بتجريف العديد من البساتين في المحافظات الرئيسية المنتجة للتمور خصوصا في البصرة والمناطق الجنوبية والجنوبية الشرقية من العراق المحاذية لايران والتي كانت مسرحا للعمليات العسكرية.
كما انخفض تصدير العراق للتمور خلال الفترة (1990-1999) إلى 58,200 طن بعد ان كان 264,225 طن خلال الاعوام (1970-1979) نتيجة للحصار الذي فرضته الامم المتحدة على العراق بسبب حرب الخليج الثانية على الرغم من ان هذا الحصار اعطى نتائج ايجابية على إنتاج التمور، اذ جعل التمور مادة غذائية اساسية زاد الطلب عليها في فترة الحصار مما ادى إلى ارتفاع اسعارها في الاسواق المحلية ولذلك زادت العناية بخدمة النخيل ورفع إنتاجية النخلة من 32 كغم في الفترة 1977-1993 إلى 64.4 كغم في عام 1995 وارتفاع الإنتاج من 446.3 الف طن في الفترة 1977-1993 إلى 881 الف طن عام 1995.

وقام الغزو الأمريكي للعراق عام 2003 بالقضاء على مساحات اضافية من البساتين، نتيجة لعمليات تجريف البساتين التي قامت بها الولايات المتحدة في الارياف والمدن وازدياد قطع الاشجار كاجراء امني خشية وجود مسلحين يحتمون في البساتين خلف النخيل والاشجار. كما انخفض عدد المصانع من 150 قبل الغزو الأمريكي إلى 6 مصانع في عام 2009، وتعبأ أغلب التمور العراقية الآن في دولة الإمارات العربية المتحدة.

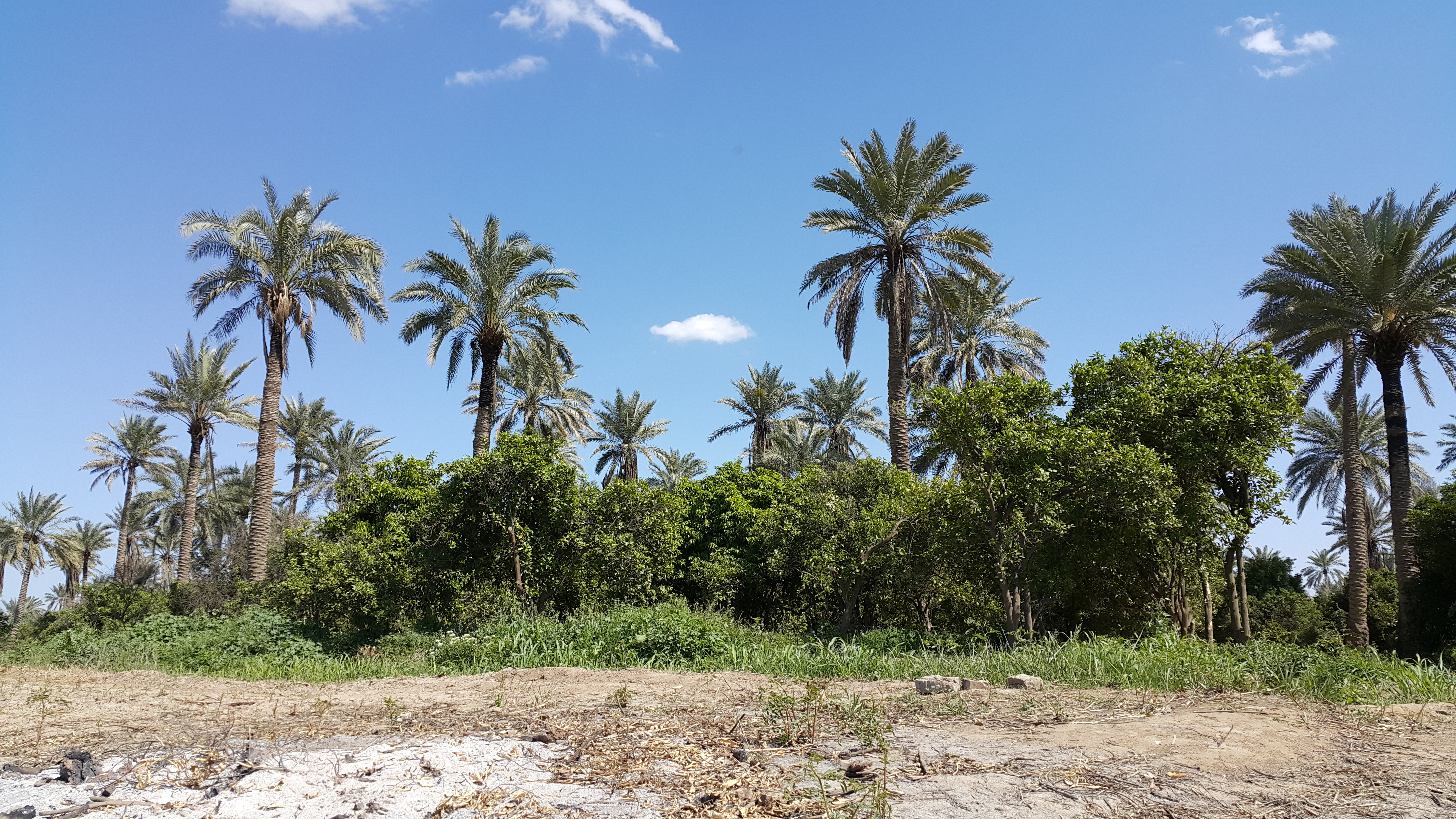
بستان نخيل في محافظة كربلاء.
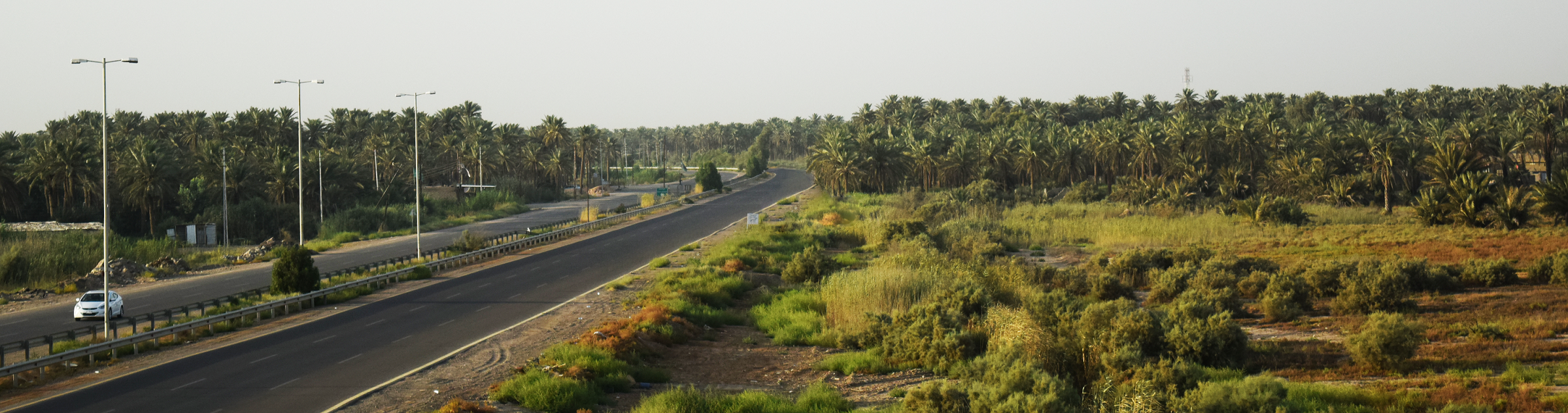
بساتين النخيل في قضاء المحمودية جنوب محافظة بغداد، العراق.
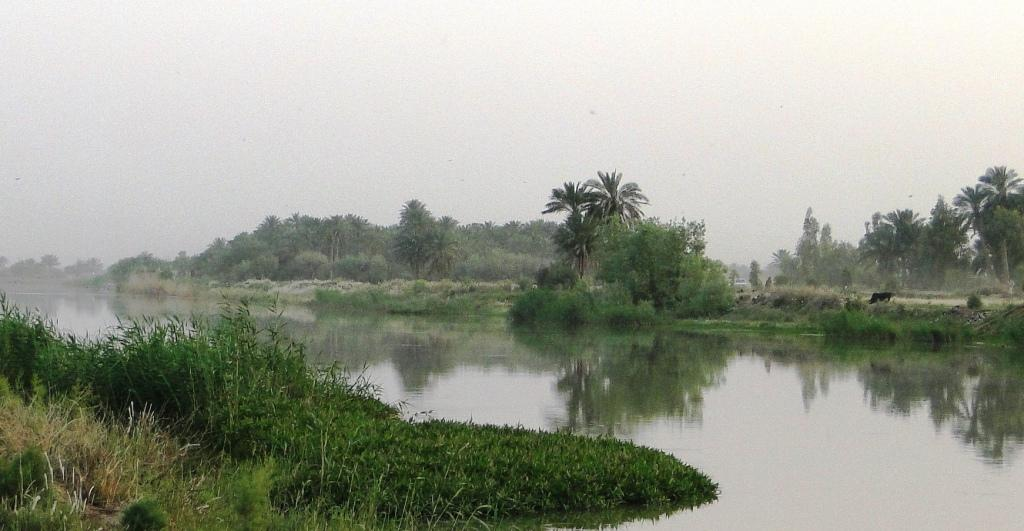
زراعة النخيل على ضفاف نهر الغراف في مدينة الرفاعي، محافظة ذي قار.
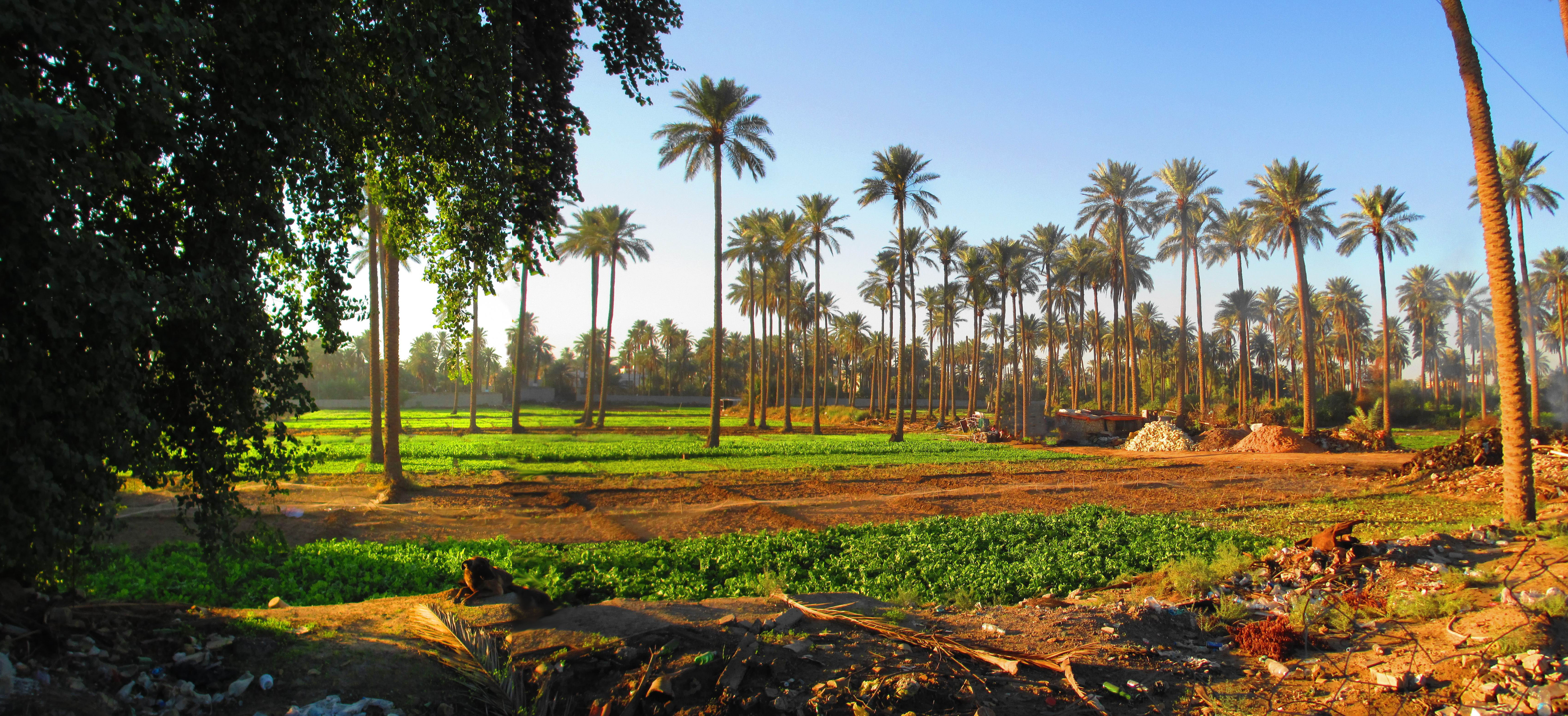
مزرعة نخيل في منطقة الصليخ شمال مدينة بغداد، محافظة بغداد.